# Hollow Creek
Hollow Creek és una població dels Estats Units a l'estat de Kentucky. Segons el cens del 2000 tenia 815 habitants.

## Demografia
Segons el cens del 2000, Hollow Creek tenia 815 habitants, 309 habitatges, i 262 famílies. La densitat de població era de 1.430,3 habitants/km².
Dels 309 habitatges en un 28,5% hi vivien nens de menys de 18 anys, en un 76,1% hi vivien parelles casades, en un 6,1% dones solteres, i en un 14,9% no eren unitats familiars. En el 13,9% dels habitatges hi vivien persones soles el 6,1% de les quals corresponia a persones de 65 anys o més que vivien soles. El nombre mitjà de persones vivint en cada habitatge era de 2,64 i el nombre mitjà de persones que vivien en cada família era de 2,89.
Per edats la població es repartia de la següent manera: un 20,9% tenia menys de 18 anys, un 5,5% entre 18 i 24, un 22,5% entre 25 i 44, un 33,3% de 45 a 60 i un 17,9% 65 anys o més.
L'edat mediana era de 46 anys. Per cada 100 dones de 18 o més anys hi havia 97,9 homes.
La renda mediana per habitatge era de 67.875 $ i la renda mediana per família de 70.625 $. Els homes tenien una renda mediana de 47.500 $ mentre que les dones 26.250 $. La renda per capita de la població era de 25.508 $. Cap de les famílies i el 0,4% de la població estaven per davall del llindar de pobresa.

## Poblacions més properes
El següent diagrama mostra les poblacions més properes.